# Ellipanthus hemandradenioides
Espèce
Statut de conservation UICN

 NT  : Quasi menacé
Ellipanthus hemandradenioides est une espèce de plantes de la famille des Connaraceae.

## Publication originale
- Icones Plantarum 35: t. 3452. 1947.